# Le Flore megye
Le Flore megye az Amerikai Egyesült Államokban, azon belül Oklahoma államban található. Megyeszékhelye és legnagyobb városa Poteau. Lakosainak száma 48 129 fő (2020. április 1.).

## Szomszédos megyék
- Sequoyah megye (észak)
- Sebastian megye (északkelet)
- Scott megye (kelet)
- Polk megye (délkelet)
- McCurtain megye (dél)
- Pushmataha megye (délnyugat)
- Latimer megye (nyugat)
- Haskell megye (északnyugat)

## Népesség
A megye népességének változása:
| Lakosok száma | 50 467 | 50 197 | 49 883 | 49 774 | 49 605 | 48 129 |
|               | 2010   | 2011   | 2012   | 2013   | 2015   | 2020   |